# 索马里历史
索马里是东非的一个沿海国家， 被广泛地称做非洲之角。北部和中西部于吉布提和埃塞俄比亚毗邻，西南于肯尼亚接壤。亚丁湾位于国土北方。

## 史前
至少在旧石器时代，索马里地区就有人开始在此定居。此时Doian和Hargeisan文明在此孕育。

## 古代
索马里与埃塞俄比亚、厄立特里亚、吉布提一起（以非洲之角闻名于世），被古埃及人称做朋特之地。有关古埃及和朋特的接触史，最早的确切记录来自帕勒莫石的铭刻，时为第五王朝的萨胡雷统治时期(大约公元前2250)，上面记述着一年内有大约8万单位的沒藥和乳香从朋特运至埃及，同时还有许多其它受古埃及人欢迎的高品质货物。 在第十三王朝和第十七王朝之间，埃及与朋特的交往断绝了，这是由于期间埃及被喜克索斯人所征服。 到了古埃及第十八王朝的第五位统治者-女法老哈特谢普苏特时（图特摩斯一世之女），她于公元前1493成为法老后，制作了一些向朋特远征的路标，其事刻印在位于亞歷山卓的the Deir ci-Bahari神殿的墙上。她的八艘船驶往朋特地并且运回了许多上好木材、黑檀树、末药、肉桂以及一些能发散芳香的树木以种植到神庙的花园中。

## 古代贸易港

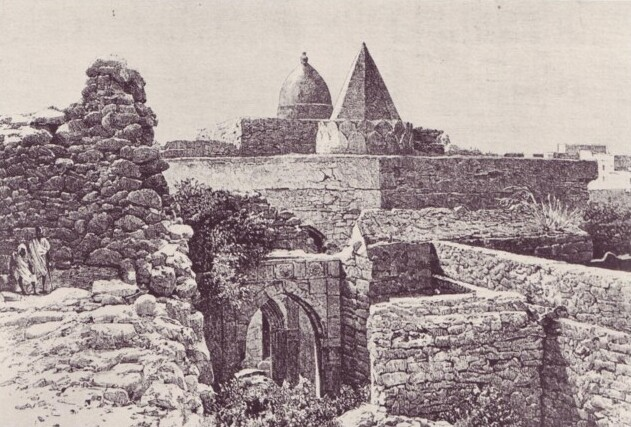
12世纪的清真寺

G.W.B.亨廷福德认为他翻译的《红海航行记》中--写于公元前1世纪--诸如大、小布鲁夫；大、小斯特兰大"以及阿扎尼亚的七航道等，全部位于自哈丰往南到Siyu Channel的海岸线上。这昭示索马里的一些地区被该时代的罗马帝国和印度的贸易者所熟知。公元1世纪，索马里海滨的港口与希腊人经商，后来则与罗马商人交易。
此地的居民被称为黑柏柏尔人。大约公元2世纪到公元7世纪，索马里的一部分被来自埃塞俄比亚/厄立特里亚一带的阿克苏姆统治。 

## 中世纪
公元7世纪时，来自阿拉伯的贸易者开始与当地人民贸易，这些在红海航行记记载地区的人开始与外国人商业交往，此时当地的库施人建立了阿达尔苏丹国，主要的港口是泽伊拉（现在的赛拉克）。 
新建立的苏丹国让索马里人与渡过红海和印度洋而来的阿拉伯人贸易商接触。到1000年代索马里的港口城市与阿拉伯商人贸易并且皈依了伊斯兰教。
13世纪与14世纪之间，两个著名的穆斯林探险家-伊本·白图泰和郑和访问了索马里地区。他们造访了摩加迪沙等繁华的索马里城邦。伊本·白图泰在1331年游历了摩加迪沙，郑和在他第五次下西洋中(1417-19)访问了索马里海滨的几个城邦，其中包括木骨都束（摩加迪沙）。明朝称之为白松虎儿、速麻里儿。

## 近代

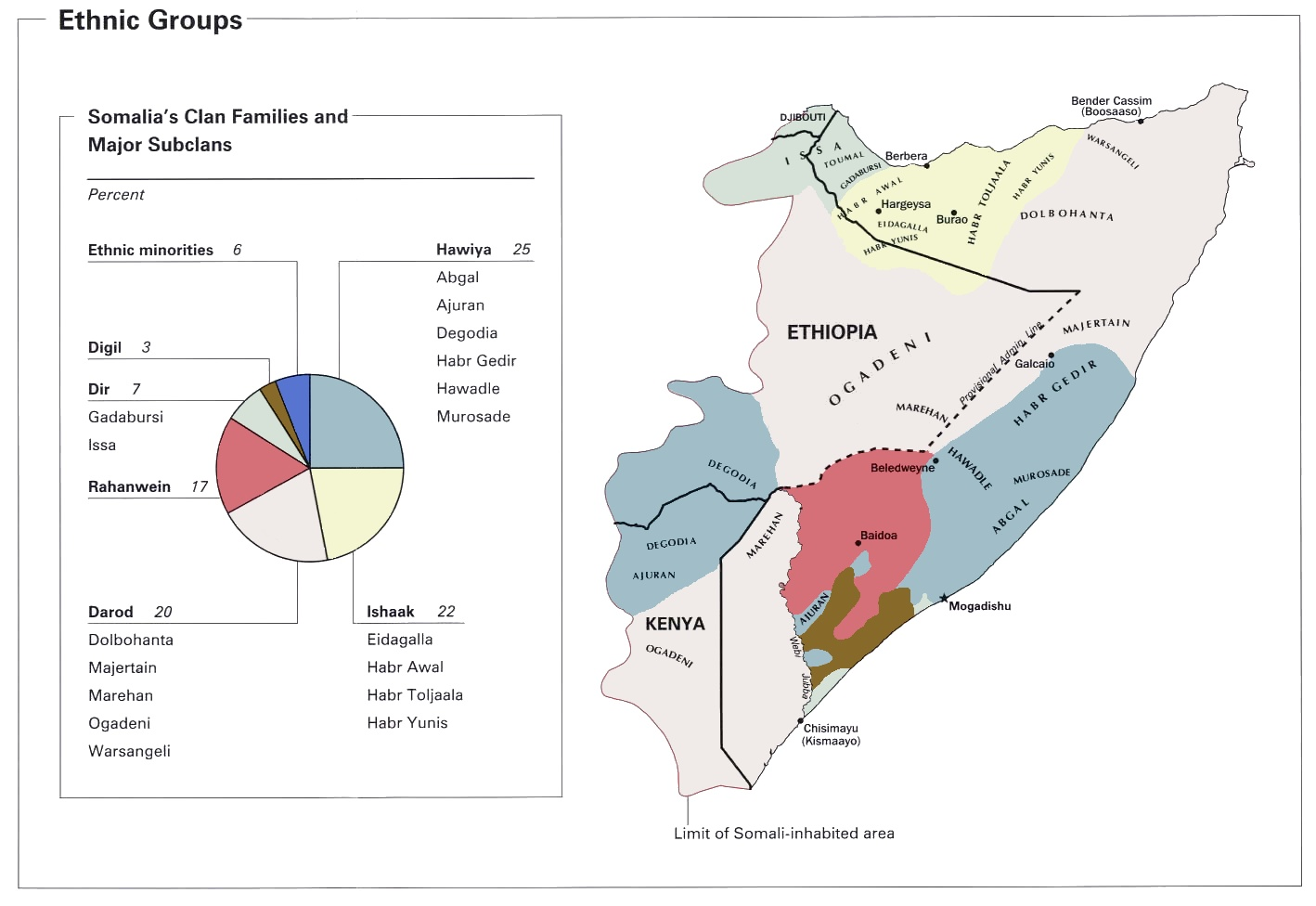
索马里人部族分布

索马里人的主要氏族迪尔（Dir）、伊萨克（Issaq）、达鲁德（Darod）、哈维耶（Hawiye）自10世纪起至20世纪初期，自北向南地扩张至索马里、肯尼亚与埃塞俄比亚等地区后，始终未建立起覆盖全民族的集权国家，只有几个苏丹国与部落互相竞争，或是纵横于周边的奥斯曼土耳其、埃塞俄比亚、葡萄牙人、阿拉伯人间。
公元1500年代到1660年代，阿达尔苏丹国的兴起和衰落。
公元1528年到1535年艾哈迈德·伊本·易卜里欣·伽兹发起了反对埃塞俄比亚的圣战，他也被叫做艾哈迈德·古雷或者“左手”艾哈迈德·格兰
15世纪—18世纪，出现阿居兰王朝。1800年代—1900年代，出现格勒迪苏丹国。1878年—1927年，出现霍比奥苏丹国。
埃及于1870年进占柏培拉（Berbera）与布勒哈尔（Bulaxaar），并在英国的允许下，于1877年正式统领南至哈丰角（Ras Hafun）的沿海地带，这几乎相当于今日索马里领土的一半海岸。

### 殖民地时代
1887年，英属索马里保护国（今北方部分）归属亚丁总督直到1905年。英国仰赖牲畜与兽皮的出口维持殖民地运作，导致当地的现代化水平十分低下。
1889年到1893年，意大利建立贝纳迪尔海岸保护国（今东北部分）。
1900年，穆罕默德·阿卜杜拉·哈桑发起了索马里反抗外国人的战争。
1905年3月16日，意属索马里殖民地建立。1910年7月，意大利建立索马里兰殖民地。1920年创立的“意索农业公司”（Società Agricola Italo-Somala），曾强迫役使当地部落，1924年更制定条例强迫束缚索马里人农民得住在公司分配的土地上，在这种剥削下，意大利出口大量棉花、糖、香蕉牟利，但仍无法弥补殖民地开销的赤字，故干脆通过横征暴敛来抵销，令索马里人的生活更苦不堪言。
1920年，穆罕默德·阿卜杜拉·哈桑（被英国人叫做"瘋毛拉"）去世，从而使得非洲持续时间最长以及最血腥的殖民地反抗战争结束。
20世纪20年代，随着意大利法西斯政府的建立，预示着一系列变化开始发生。根据法西斯意大利的计划，东北部的苏丹国开始并入意属索马里兰区域。1923年12月15日，随着总督Cesare Maria De Vecchi的到来，意大利对于该地区建立了直接统治。

## 第二次世界大战
1936年5月9日，墨索里尼宣布建立意大利帝国，称之为意属东非，由埃塞俄比亚、厄立特里亚和義屬索馬利蘭组成。意大利在该地区进行了许多新的投资和基础设施建设。
1940年8月18日，意大利佔領英屬索馬里。1941年2月，英國從意大利奪回整个索馬里的控制權。英国外交大臣贝文根据索马里民族统一的诉求一度提出整合英属、意属索马里与埃塞俄比亚欧加登地区成立“大索马里”的计划。但碍于相关国家的抗议，美国与苏联更不欲英国增加在非洲的影响力，意大利亦指使侨民与扶植亲意团体，鼓吹让原意属索马里“回归”。最后联合国于1949年决定让意大利托管十年，至于英属索马里则没有结束殖民的年限。

## 独立与冷战

索马里青年联盟旗帜

1943年在意属索马里成立统一的代表性政治团体索马里青年俱乐部，1947年该俱乐部扩大改组为索马里青年联盟，提议整合所有索马里人。
1960年6月26日，英属索马里兰独立为索马里兰国。 1960年7月1日，索马里兰与意属索马里合并组成索马里共和国。1969年10月21日，穆罕默德·西亞德·巴雷发动政变后，改称索马里民主共和国，宣扬“科学社会主义”和泛索马里主义，索马里鼓动欧加登与肯尼亚北部的索马里人并入自己国土后，立刻遭到埃塞俄比亚与肯尼亚的反扑，美国和苏联也出于冷战利益而卷入这场东非大战。使得索马里在各方围堵下，于1964年和1977年向埃塞俄比亚发动两场战争都告失败。

## 内战
1991年1月1日，索马里民主共和国被推翻，索马里内战爆发。西北部的索马里兰共和国宣告成立。混战持续至今。

### 印度洋海啸
中部海岸也受到海嘯波及。132人死亡。

## 外部連結
[在维基数据编辑]
 《欽定古今圖書集成·方輿彙編·邊裔典·白松虎兒部》，出自陈梦雷《古今圖書集成》
 《明史卷三百三十二》，出自《明史》